# Corte Constitucional de la Federación Rusa

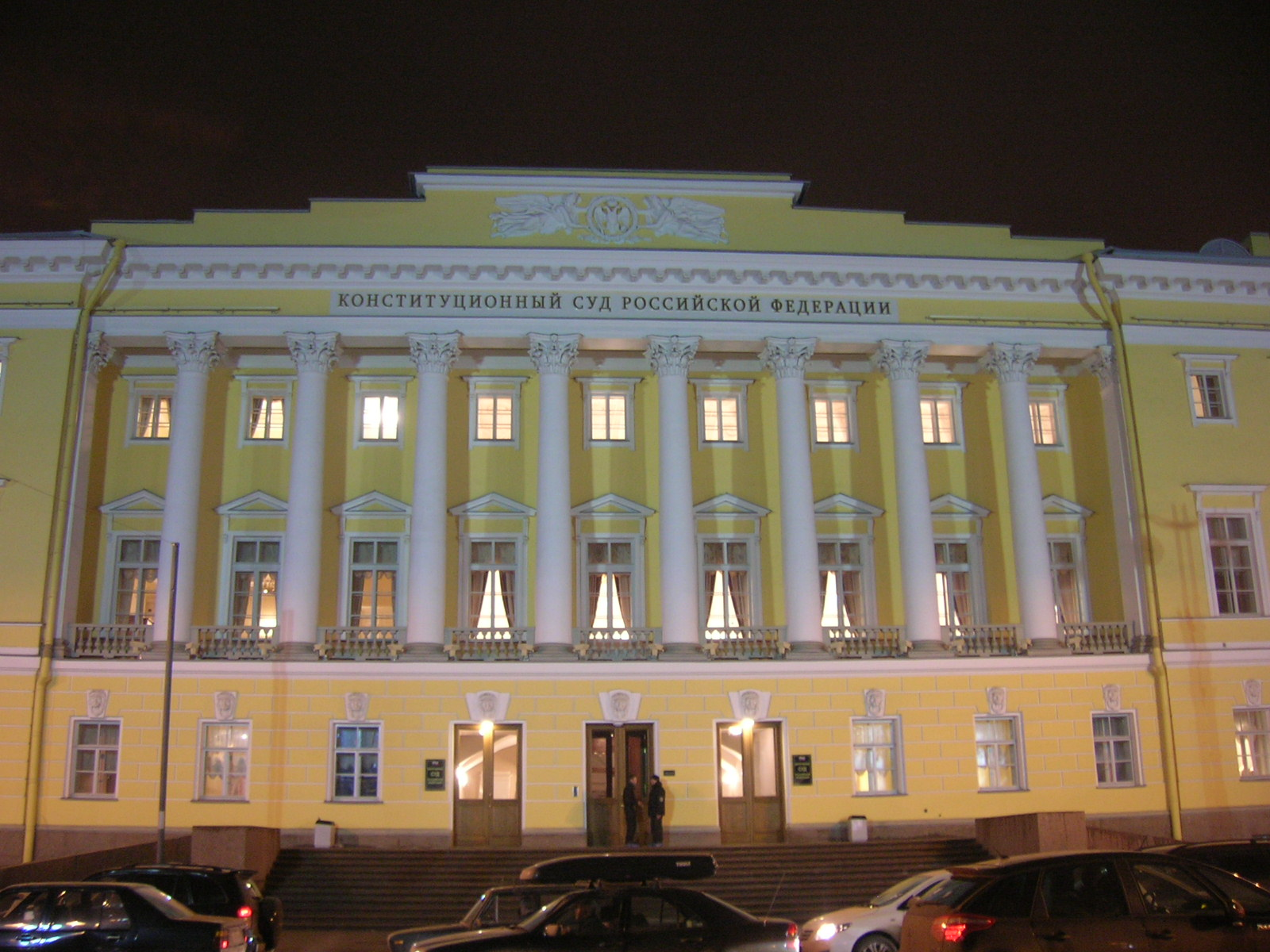
Fachada del edificio en la que desde 2008 se alojan las dependencias de la Corte Constitucional de Rusia, Plaza del Senado, San Petersburgo.

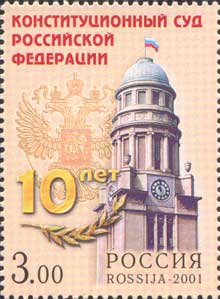
Estampilla con la imagen del edificio de la Corte Constitucional de la Federación de Rusia, 2001

La Corte Constitucional de la Federación de Rusia (en ruso: Конституционный суд Российской Федерации) es una de las tres cortes federales previstas en la Constitución de 1993, considerándose la heredera directa del alto tribunal instituido en el año 1991 por el Congreso de los Diputados del Pueblo de la RSFS de Rusia. Se encarga de interpretar la magna carta, siendo la más importante de sus atribuciones la de resolver conforme a la Constitución de la Federación acerca de la constitucionalidad de los textos emanados de los diferentes órganos del Estado, aunque también está capacitada para intervenir en conflictos de competencias.
Fue probablemente el intento de crear un poder judicial, y más especialmente el hecho de querer desarrollar un constitucionalismo al estilo occidental, lo que acabó por perfilar una Corte Constitucional tan influida por el modelo kelseniano y que se asemejaba a los tribunales del resto de estados europeos.
Los fundamentos básicos de este órgano judicial se encuentran regulados en el artículo 125 de la Constitución rusa de 1993 y en la ley federal constitucional del 24 de junio de 1994 relativa a la Corte Constitucional de la Federación de Rusia. Más tardíamente, se promulgó la ley de 15 de diciembre de 2001 que aportó algunas modificaciones en el régimen del tribunal.

## Composición
Este órgano jurisdiccional federal, integrado en el poder judicial ruso, se compone de diecinueve jueces que se dividen en dos cámaras. Estos son nombrados por el Consejo de la Federación a propuesta del presidente, siendo la duración del cargo igual a doce años que no se pueden prorrogar. Asimismo, la edad de retiro forzoso es la de los setenta años.

La Corte Constitucional de la Federación de Rusia se compone de 19 jueces.
 Artículo 125.1 de la Constitución de 1993.

El presidente de la Corte es Valeri Zorkin que lleva desempeñando el cargo desde el 21 de marzo de 2003.